# New York Shadows
New York Shadows és una pel·lícula dramàtica de caràcter fantàstic espanyola del 2013 dirigida per Juan Pinzás, produïda per Abstracto Films i Atlántico Films. Fou rodada en anglès i en castellà durant dos mesos, la major part a la ciutat de Nova York (Big Apple, Times Square, Central Park, el pont de Brooklyn, Coney Island, el metro de Nova York) i les escenes finals a la plaça Mayor de Madrid, amb només tres protagonistes: el propi Pinzás, l'actriu estatunidenca Lindsey Ireland i Javier Gurruchaga.

## Sinopsi
Julián és un cineasta espanyol que arriba a Nova York per a visitar les localitzacions del rodatge de la seva nova pel·lícula i conèixer a l'actriu estatunidenca Jennifer, que ha de protagonitzar la seva pel·lícula. Inesperadament, però, li passa una cosa estranya i acaba atrapat en la història del seu propi guió i comparteix experiències dels personatges que ell mateix ha creat.

## Repartiment
- Juan Pinzás - Julián
- Lindsey Ireland - Jennifer
- Javier Gurruchaga - Presentador

## Nominacions i premis
Ha estat nominada al Gran Premi del Festival, Gran Premi del Jurat, Premi Especial del Jurat, Premi al Millor Actor, Premi a la Millor Actriu, Premi a la Millor Contribució Artística i Gran Premi Tècnic del World Premieres Film Festival de les Filipines. També fou nominada al Goya a la millor fotografia.